# Royal Robbins
Pour les articles homonymes, voir Robbins.
Royal Robbins, né le 3 février 1935 à Point Pleasant en Virginie-Occidentale et mort le 14 mars 2017 à Modesto (Californie), est un grimpeur et alpiniste américain.
Il a été l'une des figures de l'âge d'or de la conquête des Big walls au Yosemite dans les années 1960. Avec Yvon Chouinard, il fut l'un des promoteurs de l'éthique du clean climbing au début des années 1970.

## Biographie
Royal Robbins est né le 3 février 1935. Il travaille d'abord dans une banque, puis monte une affaire d'importation et de vente de matériel de montagne et se consacre définitivement à l'escalade. Il acquiert sa technique et son style sur la falaise de Tahquitz proche de Los Angeles et impose rapidement sa suprématie dans le Yosemite, où quasiment toutes les voies d'envergure ont été gravies par Robbins.
Royal Robbins est l'inventeur d'un système de hissage de sac à l'aide de poulie et de jumars.
Royal Robbins est mort le 14 mars 2017 à l'âge de 82 ans.

## Ascensions

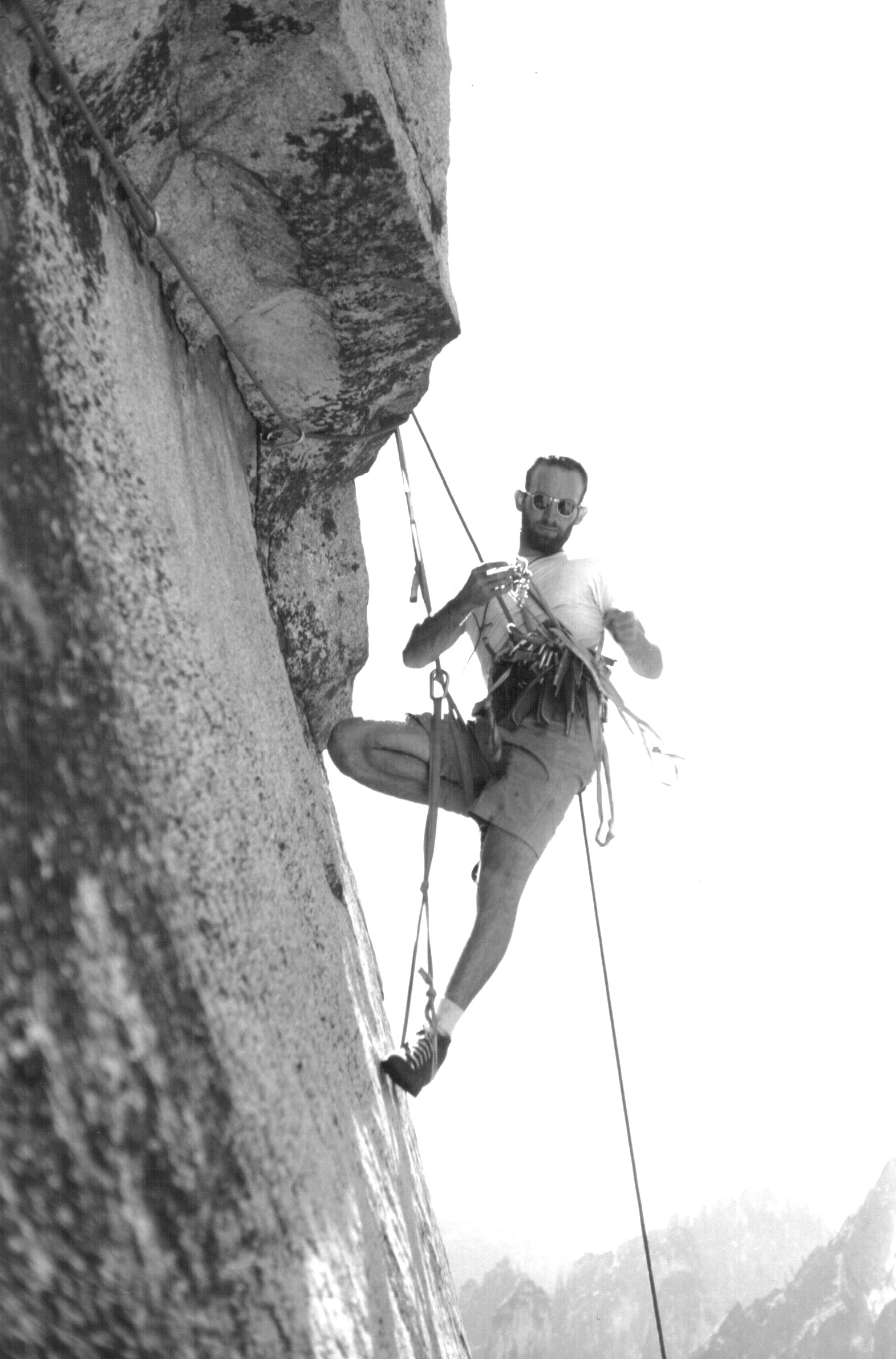
Royal Robbins à l'ouverture de la troisième longueur de Salathé Wall à El Capitan dans la vallée de Yosemite en 1961. Photo de Tom Frost.

- 1952 - Première en libre de l'Open Book à Tahquitz
- 1957 - Face nord-Ouest du Half Dome au  Yosemite, avec Mike Sherrick et Jerry Gallwas : premier degré VI aux États-Unis
- 1960 - Deuxième ascension de The Nose à El Capitan au  Yosemite
- 1961 - Première ascension de Salathé Wall à El Capitan, avec  Tom Frost et Chuck Pratt
- 1962 - Directe américaine en face ouest des Drus dans le massif du Mont Blanc, avec Gary Hemming
- 1963 - Deuxième ascension de la  Leaning Tower au Yosemite : première solitaire d'un degré V
- 1963 - Voie Robbins au  mont Proboscis, dans les Logan Mountains au Canada avec  Jim McCarthy, Layton Kor and Dick McCracken
- 1964 - North America Wall à El Capitan avec Tom Frost, Chuck Pratt et Yvon Chouinard
- 1964 - Face nord du  mont Hooker dans la  Wind River Range au Wyoming, avec Dick McCracken et Charlie Raymond
- 1964 - Danse Macabre à la  Devils Tower dans le Wyoming
- 1964 - Final Exam et Athlete's Feat deux blocs à Castle Rock dans le Colorado
- 1965 - Directissime américaine aux Drus avec  John Harlin
- 1967 - Nutcracker au Yosemite : première voie entièrement protégée sur coinceurs
- 1968 - Répétition en solitaire du  Muir Wall à El Capitan : premier solo sur un degré VI
- 1969 - The Prow sur  Washington Column au  Yosemite, avec Glenn Denny
- 1969 - Tis-sa-ack au Half Dome, avec  Don Peterson
- 1970 - Arcturus au Half Dome avec Dick Dorworth
- 1971 -  Robbins réalise avec Don Lauria la deuxième ascension du Wall of Early Morning Light (aussi appelé Dawn Wall), ouvert l'année précédente par Warren Harding (en) et Dean Caldwell, et qui avait soulevé la polémique du fait des 300 pitons à expansions utilisées. Robbins avait initialement l'intention d'« effacer la voie » en coupant les expansions au fur et à mesure de l'ascension. Après deux longueurs, Robbins s'arrêta parce que, selon Lauria, « le niveau de l'escalade artificielle était bien plus élevé que ce qu'il aurait attendu de Harding ou Caldwell et, bien sûr, parce que c'était aussi horriblement long de couper tous ces foutus spits »[2]

## Publications
- (en) Royal Robbins, Basic rockcraft, La Siesta Press, 1971, 71 p.
- (en) Royal Robbins, Advanced rockcraft, La Siesta Press, 1973, 96 p.